# با لبخند بمیر
«با لبخند بمیر» (انگلیسی: Die with a Smile) ترانه‌ای از خواننده-ترانه‌سرایان آمریکایی لیدی گاگا و برونو مارس است که در ۱۶ اوت ۲۰۲۴ از طریق استریم‌لاین و اینترسکوپ رکوردز منتشر شد. این ترانه به‌دست مارس، گاگا، درنست «دی‌مایل» ایمایل دوم، اندرو وات و جیمز فانتلروی نوشته شده است در حالی که تهیه‌کنندگی آن بر عهدهٔ چهار نفر نخست بوده است.
این همکاری نتیجه دعوت مارس از گاگا به استودیوی خود بود. مارس در آن‌جا روی موسیقی جدیدی کار می‌کرد. مارس ترانه را حین تکمیل شدن را به گاگا ارائه کرد و این دو نفر در همان روز نوشتن و ضبط آن را به پایان رساندند. یک موزیک ویدیو هم‌زمان با ترانه منتشر شد. این ویدئو به کارگردانی مارس و دانیل راموس، دو خواننده را در حال اجرا در یک سکوی اجرای قدیمی نمایش می‌دهد.

## پیشینه و توسعه
لیدی گاگا و برونو مارس برای اولین بار در ۳۰ نوامبر ۲۰۱۶ در فشن شوی ویکتوریا سیکرت ۲۰۱۶ با هم اجرا کردند. در ژوئن ۲۰۲۴، مارس اعلام کرد که مایل است با گاگا در یک ترانه همکاری کند یا «با او در اقامتگاهش در لاس وگاس بخواند».
گاگا در یک بیانیه مطبوعاتی فاش کرد: «من و برونو احترام متقابل زیادی برای یکدیگر قائل هستیم و در مورد همکاری صحبت می‌کردیم.» گاگا اعلام کرد که این همکاری زمانی محقق شد که او در حال ضبط آلبوم استودیویی آینده خود در مالیبو بود. در یک شب، پس از یک روز طولانی، مارس گاگا را به استودیوی خود دعوت کرد تا به موسیقی ای که روی آن کار می‌کرد گوش دهد و ترانه را به او ارائه کرد. در این مرحله، گاگا وقتی شنید که او روی چه چیزی کار می‌کرد، «مبهوت» شد. این دو نفر نوشتن و ضبط ترانه را در همان شب به پایان رساندند. گاگا استعداد مارس را «فراتر از توضیح» و «بالاتر از حد معمول» توصیف کرد. مارس گفت که گاگا این ترانه را «جادویی» کرده است.
در ۱۲ آگوست، مارس و گاگا شروع به دنبال کردن یکدیگر در اینستاگرام کردند. در همان روز، گاگا یک سری ایموجی در پست اینستاگرام مارس از ایستگاه تور خود در مکزیکو سیتی منتشر کرد. در ۱۳ آگوست، گاگا ویدئویی از خود در حال نواختن چند آکورد این ترانه روی پیانو به اشتراک گذاشت. در طول این ویدئو، او پیراهنی با چهره مارس پوشید. روز بعد، مارس عکسی را با تیشرتی با چهره گاگا منتشر کرد.

## پخش
پیش از این، پستی از «شایعه پراکنی» مجله هیتز از همکاری گاگا و مارس خبر می‌داد و عنوان ترانه را اعلام می‌کرد. «با لبخند بمیر» به‌طور رسمی چند روز بعد در ۱۵ آگوست اعلام شد. طرح هنری جلد ترانه، هنرمندان را نشان می‌دهند که لباس‌های «غربی» قرمز و آبی متمایل به سبک کانتری به تن دارند و گاگا سیگار می‌کشد و مارس کلاه گاوچرانی بر سر دارد. نمایندگان گاگا تأیید کردند که این ترانه یک تک‌آهنگ مستقل خواهد بود و خود گاگا در اعلامیه اینستاگرام اضافه کرد که این ترانه محتوای جدیدی برای طرفداران خواهد بود تا زمانی که آن‌ها منتظر «LG7» (هشتمین آلبوم استودیویی آینده او) باشند.

## ترکیب
«با لبخند بمیر» یک ترانهٔ سافت راک توصیف شده است، که جلوه‌گر سبک احساسی بالاد احساسی پاپ و سول است. این ترانه با آثار سیلک سونیک، پروژه همکاری مارس با اندرسون پاک، مقایسه شده است. منتقدان دریافتند که آوای ترانه به آوای سافت راک دهه ۱۹۷۰ نزدیکتر است.

## بازخورد انتقادی
رابین موری از مجله کلش به این ترانه هشت ستاره از ده ستاره داد و آن را «ادای احترام به آن دوئت‌های شاداب دهه ۷۰» توصیف کرد که «همچنین عمیقاً مدرن به نظر می‌رسد». او افزود که «هر دو هنرمند می‌درخشند، اما یک همسویی بی‌تردیدی در اینجا وجود دارد که به «با لبخند بمیر» اجازه می‌دهد شخصیت خاص خود را داشته باشد.» او نتیجه گرفت که این همکاری «پیروزی غیرمنتظره‌ای است، پیروزی که بر نقاط قوت هر دو هنرمند، قبل از ارائه چیزی جدید تکیه می‌کند». جیک ویسوانات از باستل نوشت که این ترانه «ملودی‌های پاپ احساسی گاگا را با تأثیرات آراَندبی سنتی مارس ترکیب می‌کند». جوی نولفی از انترتینمنت ویکلی این ترانه را «دنباله معنوی» تک‌آهنگ سال ۲۰۱۸ گاگا یعی «کم‌عمق» توصیف کرد.

## اجرای زنده
گاگا و مارس این ترانه را برای اولین بار در ۱۵ اوت ۲۰۲۴ به عنوان بخشی از نمایش مارس در لس آنجلس به صورت زنده اجرا کردند. این دو نفر لباس‌هایی شبیه به آنچه در عناصر بصری همراه ترانه می‌پوشند به تن کردند. پس از اینکه مارس از گاگا به روی صحنه استقبال کرد، آنها موزیک ویدیوی ترانه را روی صحنه تکرار کردند، به طوری که مارس در حال نواختن گیتار و گاگا در حال نواختن پیانو بود.
گاگا همزمان با اعلام این ترانه از طریق اینستاگرام اعلام کرد که موزیک ویدیوی همراه آن همزمان با آهنگ در ساعت ۹ شب به وقت محلی منتشر خواهد شد. این موزیک ویدیو که توسط مارس و دانیل راموس کارگردانی شده است، گاگا و مارس را در لباس‌های آبی رنگی که روی جلد آهنگ به تن دارند نشان می‌دهد. این کلیپ این دو نفر را در حال اجرای ترانه در یک استودیوی تلویزیونی، پر از مانکن‌های بی چهره، در حالی که دوربین سیاه و سفید آن‌ها را ضبط می‌کند، نشان می‌دهد. مارس با کلاه گاوچرانی گیتار می‌نوازد و گاگا در حالی که جوراب شلواری قرمز به تن دارد پیانو می‌نوازد.